# Eriogonum nidularium
Eriogonum nidularium är en slideväxtart som beskrevs av Frederick Vernon Coville. Eriogonum nidularium ingår i släktet Eriogonum och familjen slideväxter. Inga underarter finns listade i Catalogue of Life.